# Cléden-Cap-Sizun
Cléden-Cap-Sizun (bretonisch Kledenn-ar-C’hab) ist eine französische Gemeinde mit 912 Einwohnern (Stand 1. Januar 2022) in der Cornouaille im Département Finistère in der Region Bretagne.

## Lage
Der Ort befindet sich im Südwesten der Bretagne an der Atlantikküste auf der Halbinsel Cap Sizun nahe dem Pointe du Raz. Die Stadt Quimper liegt 40 Kilometer südöstlich, Brest 40 Kilometer nördlich und Paris etwa 530 Kilometer östlich (Angaben in Luftlinie) von Cléden-Cap-Sizun.

## Verkehr
Bei Quimper und Châteaulin befinden sich die nächsten Abfahrten der Europastraße 60 (Brest-Nantes) und Regionalbahnhöfe an der überwiegend mehrgleisigen Bahnlinie.
Der Bahnhof von Brest ist Endpunkt des TGV Atlantique nach Paris und die Flughäfen Aéroport de Brest Bretagne nahe Brest. Der nächstgelegene Bahnhof befindet sich in Quimper. Ebenso der nächstgelegene Flughafen Aéroport de Quimper Cornouaille. Aéroport de Lorient Bretagne Sud bei Lorient ist ein weiterer Regionalflughafen.

## Bevölkerungsentwicklung
| Jahr                       | 1962 | 1968 | 1975 | 1982 | 1990 | 1999 | 2009 | 2017 |
| Einwohner                  | 2079 | 1949 | 1640 | 1420 | 1181 | 1037 | 1003 | 944  |
| Quellen: Cassini und INSEE |      |      |      |      |      |      |      |      |

## Sehenswürdigkeiten
Siehe auch: Liste der Monuments historiques in Cléden-Cap-Sizun
- Bretonische Riedhaus
- Fischzuchtbecken in Audierne
- Haus der Bienen
- Naturschutzgebiet von Goulien
- Hafen Pors Poulhan
- Stiftskirche Notre-Dame de Roscudon
- Dorf und Kapelle von St-Tugen
- Kapelle St-They am Pointe du Van

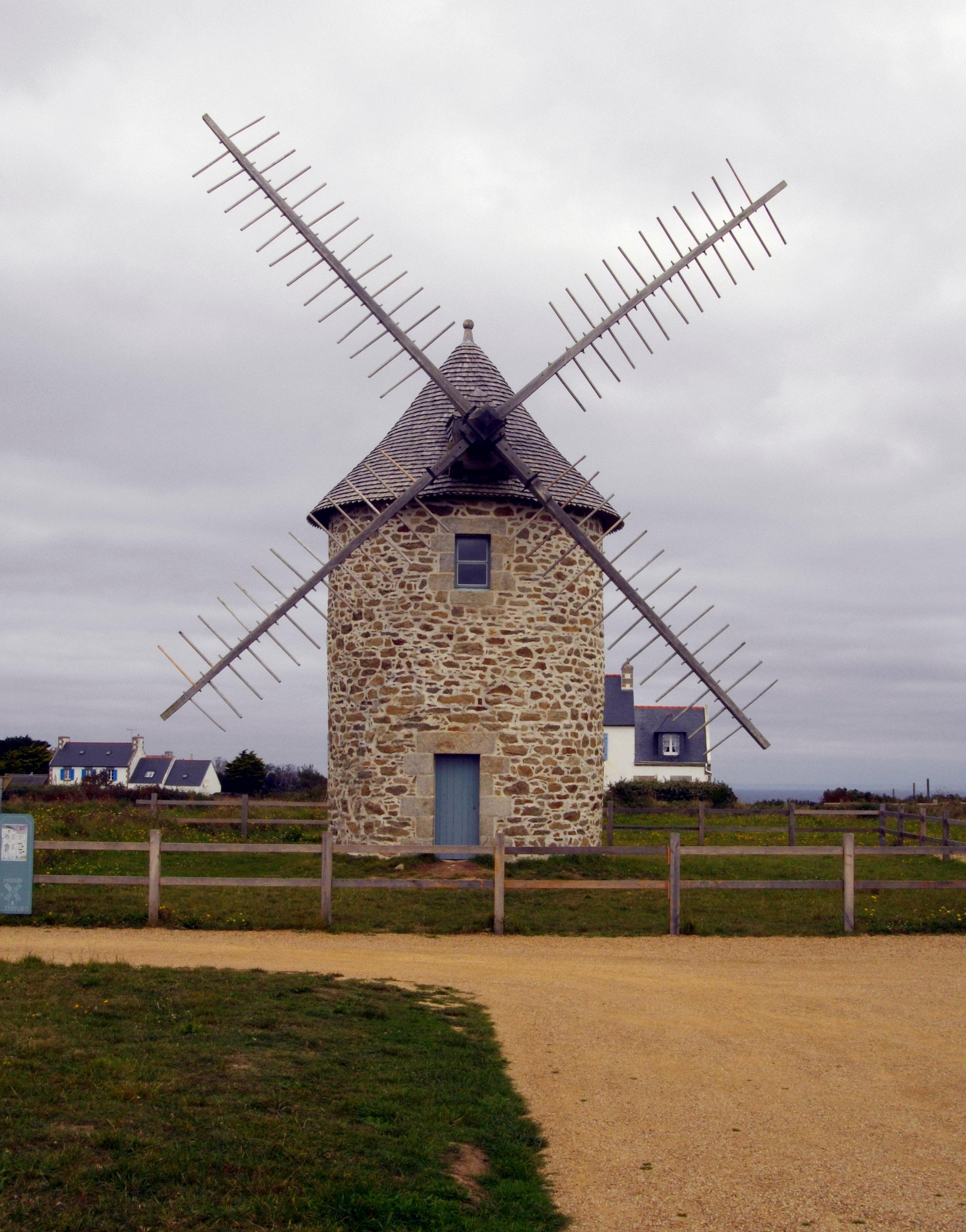
Windmühle von Trouguer
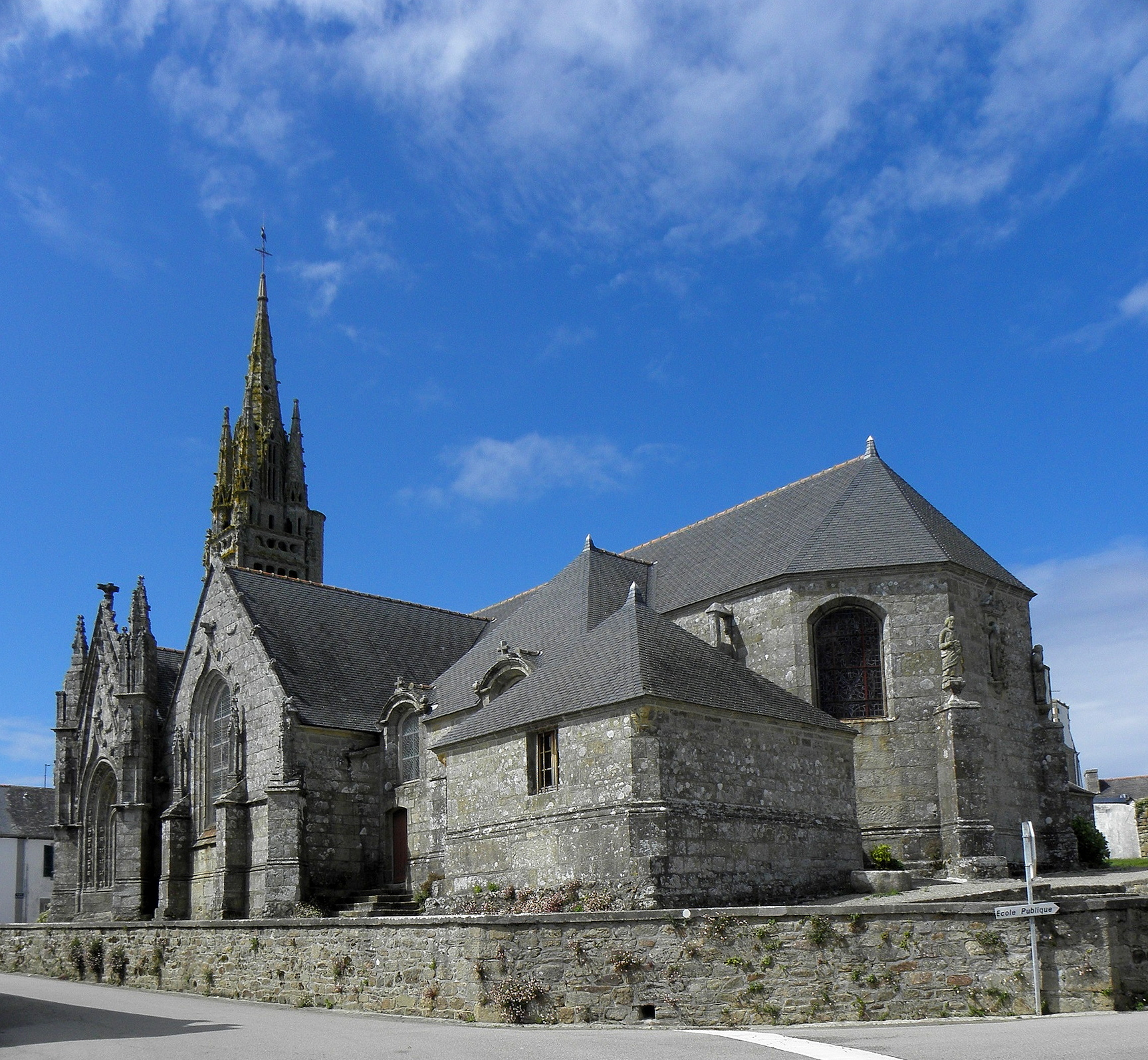
Kirche Saint-Clet
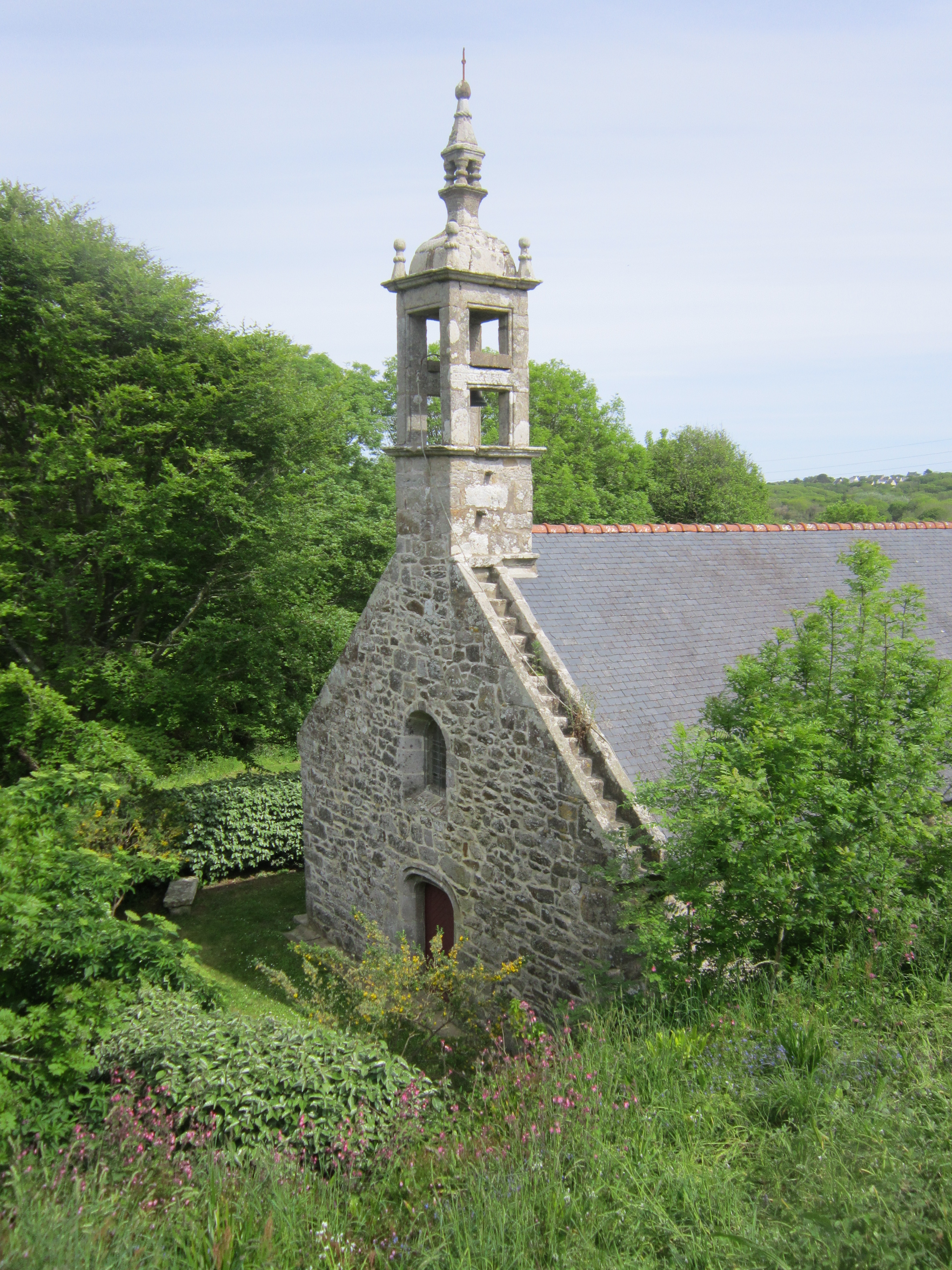
Kapelle Saint-Tugdual
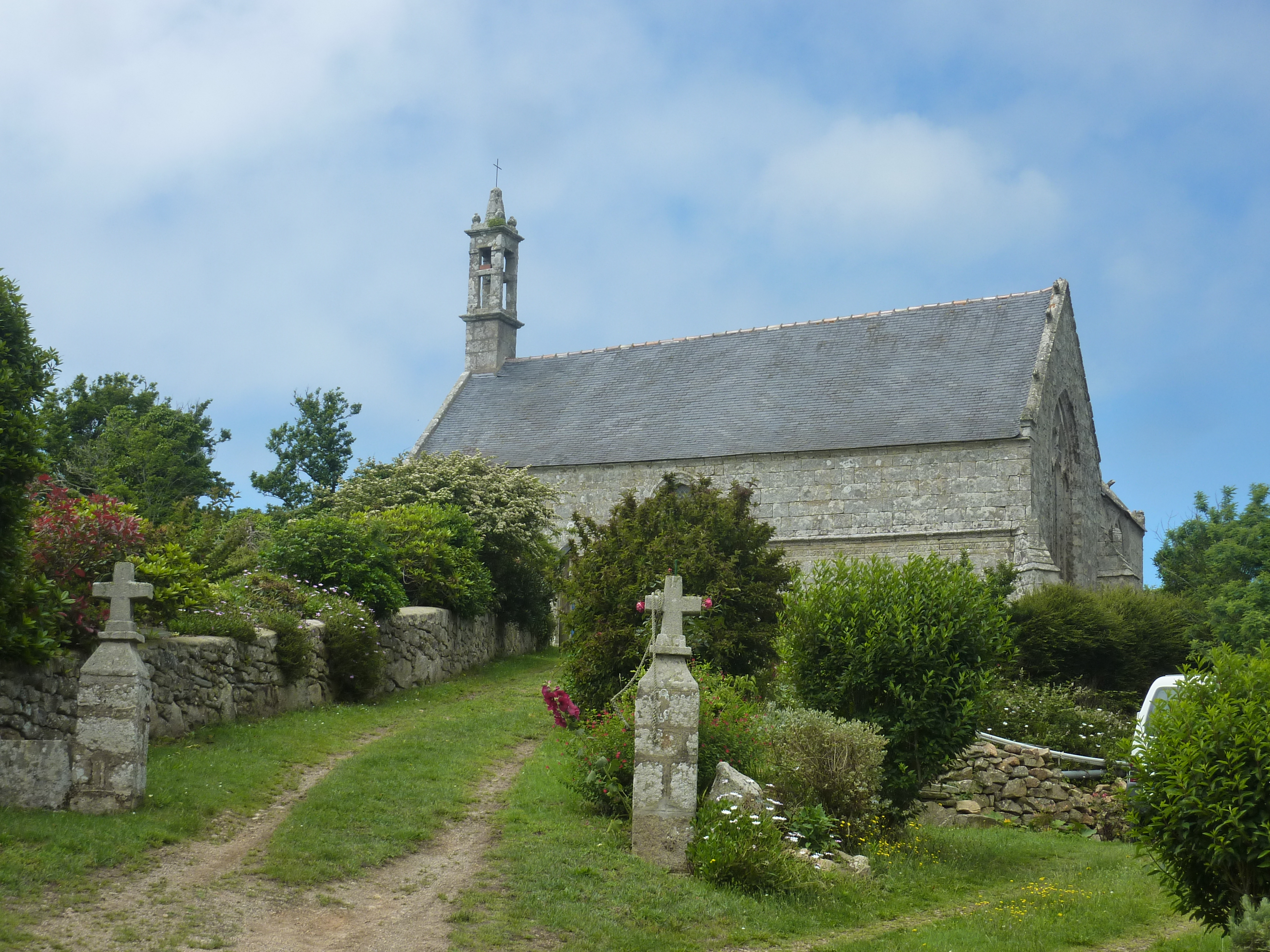
Kapelle Saint-Trémeur
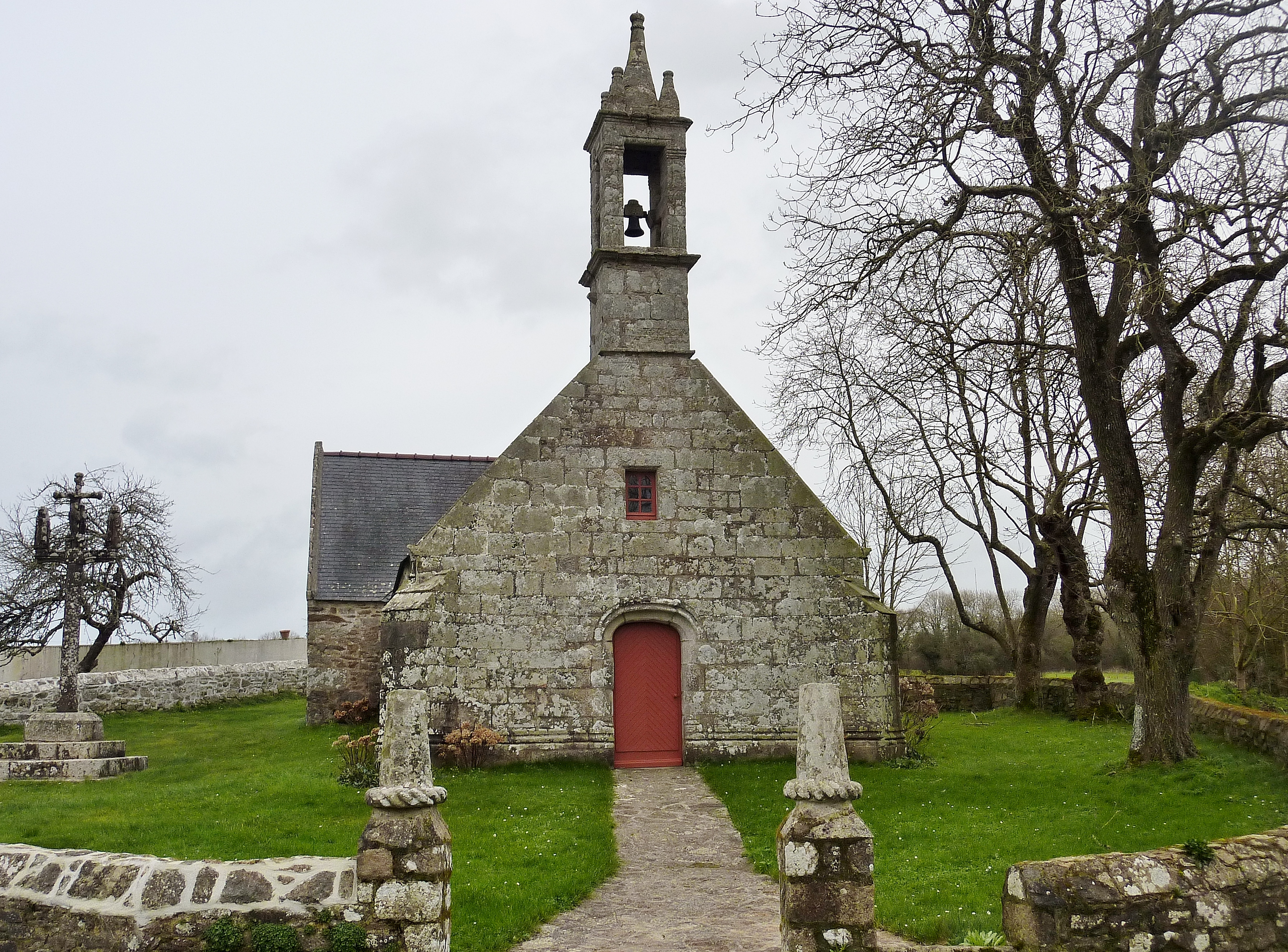
Kapelle Notre-Dame